# Kantonnale Bank van Luzern
De Kantonnale Bank van Luzern (Duits: Luzerner Kantonalbank) is een Zwitserse kantonnale bank en heeft zijn hoofdzetel in Luzern in het gelijknamige kanton.
De bank werd in 1850 opgericht als de Kantonale Spar- und Leihkasse. In 1892 kreeg de bank zijn huidige naam.
Per 31 december 2019 had de bank een balanstotaal van 42,5 miljard Zwitserse frank en telde de bank meer dan duizend personeelsleden. De deposito's bij de Kantonnale Bank van Luzern vallen volledig onder een staatswaarborg die wordt gewaarborgd door het kanton Luzern. Het kanton heeft een meerderheid van 61,5% van de aandelen in handen. De overige 38,5% is in handen van private beleggers.
Aargau · Appenzell Innerrhoden · Basel-Landschaft · Basel-Stadt · Bern · Fribourg · Genève · Glarus · Graubünden · Jura · Luzern · Neuchâtel · Nidwalden · Obwalden · Sankt Gallen · Schaffhausen · Schwyz · Thurgau · Ticino · Uri · Vaud · Wallis · Zug · Zürich